# (340) Eduarda
(340) Eduarda ist ein Asteroid des mittleren Hauptgürtels, der am 25. September 1892 vom deutschen Astronomen Max Wolf an seiner Privatsternwarte in Heidelberg bei einer Helligkeit von 12 mag entdeckt wurde.
Der Asteroid ist benannt nach Heinrich Eduard von Lade (1817–1904), einem Bankier und Amateurastronomen aus Geisenheim am Rhein.

## Wissenschaftliche Auswertung
Aus Ergebnissen der IRAS Minor Planet Survey (IMPS) wurden 1992 Angaben zu Durchmesser und Albedo für zahlreiche Asteroiden abgeleitet, darunter auch (340) Eduarda, für die damals Werte von 30,2 km bzw. 0,21 erhalten wurden. Eine Auswertung von Beobachtungen durch das Projekt NEOWISE im nahen Infrarot führte 2011 zu vorläufigen Werten für den Durchmesser und die Albedo im sichtbaren Bereich von 32,4 km bzw. 0,19. Nachdem die Werte nach neuen Messungen mit NEOWISE 2012 auf 31,0 km bzw. 0,20 geändert worden waren, wurden sie 2014 auf 28,0 km bzw. 0,25 korrigiert.
Photometrische Messungen des Asteroiden fanden erstmals statt am 19. und 21. September 1974 am Observatorium Kvistaberg in Schweden. Aus den registrierten Daten wurde eine Rotationsperiode von 7,68 h abgeleitet. Neue Beobachtungen vom 9. und 10. November 2006 am Oakley Observatory des Rose-Hulman Institute of Technology in Indiana widersprachen jedoch diesem Ergebnis, denn hier konnte eine Rotationsperiode von 8,04 h abgeleitet werden.
Kurz darauf hatten vom 19. bis 26. November 2006 während drei Nächten auch Beobachtungen von (340) Eduarda am Observatorium der Universidad de Monterrey in Mexiko stattgefunden. Die aufgezeichnete Lichtkurve wurde zunächst zu einer Rotationsperiode von 8,02 h ausgewertet. Nach einer Kontaktaufnahme mit dem Palmer Divide Observatory in Colorado wurden dort vom 1. bis 8. Dezember während vier Nächten ergänzende Messungen durchgeführt, die alle zu einer vollständigen Lichtkurve kombiniert werden konnten, aus der sich eine genauere Rotationsperiode von 8,0062 h bestimmen ließ.
Eine Auswertung von archivierten Lichtkurven des United States Naval Observatory in Arizona, der Catalina Sky Survey, der Siding Spring Survey und der Mount Lemmon Survey ermöglichte 2011 für ein dreidimensionales Gestaltmodell des Asteroiden die Bestimmung von zwei alternativen Positionen der Rotationsachse mit retrograder Rotation und einer Periode von 8,00613 h.
Zwischen 2012 und 2018 wurden mit der All-Sky Automated Survey for Supernovae (ASAS-SN) auch photometrische Daten von 20.000 Asteroiden aufgezeichnet. Auf mehr als 5000 davon konnte erfolgreich die Methode der konvexen Inversion angewendet werden, darunter auch (340) Eduarda, für die in einer Untersuchung von 2021 ein verbessertes dreidimensionales Gestaltmodell für zwei alternative Rotationsachsen mit retrograder Rotation und einer Periode von 8,0061 h berechnet wurde.
Aus archivierten Daten des Asteroid Terrestrial-impact Last Alert System (ATLAS) aus dem Zeitraum 2015 bis 2018 konnte in einer Untersuchung von 2022 mit der Methode der konvexen Inversion eine Rotationsperiode von 8,00605 h bestimmt werden. Im Jahr 2023 wurde aus photometrischen Messungen von Gaia DR3 erneut ein dreidimensionales Gestaltmodell des Asteroiden für eine Rotationsachse mit retrograder Rotation und einer Periode von 8,0061 h berechnet.